# Sten Stensson Stéen
Sten Stensson Stéen är en rollfigur som förekommit både på film och teater. 
Herr juris studerande Sten Stensson Stéen från Eslöv tillkom som rollfigur 1902. Upphovsmannen hette John Wigforss, en tidigare lundastudent och sedermera journalist som lär ha baserat rollfiguren på en verklig förlaga. I sin pjäs Sten Stensson Stéen från Eslöf, skapade denne Wigforss en klassisk överliggartyp. Sten Stensson Stéen var mannen som kunde lagens alla paragrafer utantill och tvekade inte att briljera med sina kunskaper.
Det första uppförandet av pjäsen ägde rum den 24 mars 1903 i Halmstad med Carl Deurells teatersällskap. Deurell hade varit studentkamrat med Wigforss i Lund, och de båda hade agerat tillsammans i olika pjäser och spex på Akademiska Föreningen. Att urpremiären förlades just till Halmstad kan ha berott på att Wigforss vid denna tid var bosatt i staden. Titelrollen gjordes vid denna uppsättning av Arthur Alftan. Senare (1913) skulle Deurell även själv kreera rollen. 
John Wigforss följde upp framgångarna med den första pjäsen genom att skriva två uppföljare: Borgmästare Steen (premiär på Södra teatern i Stockholm november 1907) och Statsrådet Steen - Kvinnornas man (premiär i oktober 1908, också på Södra teatern). Dessa blev dock inte motsvarande framgångar.
Den mångsidiga skådespelaren Elis Ellis blev förtjust i Stensson som farsfigur och lyckades göra publikidol av den. Han lär ha spelat rollen ett par tusen gånger, första gången den 13 september 1903 hos teaterdirektören Albert Ranft på Södran i Stockholm. Succén blev enorm, Ellis spelade den självsäkre överliggaren på prisad ädelskånska land och rike runt. Men han fick också efterföljare i rollen, bland andra Otto Hager, Martin Sterner och John Norrman.
Film blev det också naturligtvis. Först gjorde Ellis en stum version på ett manus av Sam Ask. Det skedde i Lund 1924 och i rollistan fanns bl.a. Edvin Adolphson som redan då var känd som filmskådespelare. 1945 axlade Nils Poppe rollen som kandidat Stensson i filmen Sten Stensson kommer till stan, en särklassig publikframgång. Förmodligen är det tack vare den som begreppet hållits levande in i vår tid. Det sades att Elis Ellis var "som skriven för rollen". Sak samma gällde i Poppes fall. Nils Poppe spelade Stensson i ytterligare tre filmer och gestaltade honom i två pjäser på Fredriksdalsteatern i Helsingborg 1967 och 1981.
Det fanns även planer på att göra en TV-serie med Poppe som Stensson i skånemiljö, men planerna förverkligades aldrig.

## Filmer med Sten Stensson Stéen
- 1924 – Sten Stensson Stéen från Eslöv
- 1932 – Sten Stensson Stéen från Eslöv på nya äventyr
- 1945 – Sten Stensson kommer till stan
- 1946 – Ballongen
- 1955 – Ljuset från Lund
- 1963 – Sten Stensson kommer tillbaka